# Moto Club Tortosa
El Moto Club Tortosa és una entitat esportiva catalana dedicada al motociclisme que fou fundada a Tortosa, Baix Ebre, el 1967. Impulsada inicialment per Josep Aragonès, Carlos Albiol, Felip Tallada i, més tard, Jordi Rovira, ha organitzat proves de gairebé totes les especialitats motociclistes, la més emblemàtica de les quals fou l'Enduro Terres de l'Ebre (puntuable durant dues dècades per als Campionats de Catalunya i d'Espanya d'enduro i per al Campionat del Món el 1994). El 1997 també organitzà l'Enduro de les Autonomies, en què el motoclub es proclamà campió d'Espanya amb un equip format per Miki Arpa, Pedro Pérez i Jesús Duran. Els seus pilots més representatius en altres especialitats han estat Diego Alcoba, Ignacio García i Estanis Manuel en motocròs, Joan Maria Viladrich i Agustí Sebastià en trial i Manel Segarra en velocitat i resistència. Han presidit l'entitat Josep Querol, Antonio Vallès, Juan José Anguera i, Agustí Ramírez i des de 2015 Nazario Garcia.
El 2017 fou l'any del seu 50è aniversari.

## Actualitat
Després d'anys d'inactivitat, una nova junta presidida per l'actual president Nazario García es fa càrrec del club des de l'any 2015. Actualment compta amb una norantena de socis i en aquests anys del retorn de l'activitat ha celebrat dos campionats socials de trial (2016 i 2017), una prova de la Copa Catalana de Trial de Nens (2016)', un Campionat de Catalunya de Trial Open (2018).
Aquest 2019 ha estat al capdavant de la creació del Campionat Provincial de Tarragona Terres de l'Ebre de Mototerra avalat per la Federació Catalana de Motociclisme organitzant dues de les quatre proves, el 1r Mototerra Memorial Jordi Rovira i el 3r Mototerra Mx de Santa Bàrbara. Al mateix temps el 13 d'octubre organitzarà el 4t Trial de Tortosa, prova puntuable per al Campionat de Catalunya de Trial Open.